# Уолтър Беринг
Уолтър Беринг (на английски: Walter Baring) е британски дипломат.
През 1870-те години Уолтър Беринг е първи секретар в посолството на Великобритания в Цариград. Той е официален британски представител в анкетната комисия за разследване на турските зверства при потушаването на Априлското въстание през 1876 г. Обхожда областите на въстанието, за които пише в писмата и докладите си до посолството на Великобритания в Цариград за зверствата на османските власти над българското население. Част от тях са издадени и на български език.
От 1893 до 1906 г. е посланик на Великобритания в Уругвай.